# 小早川興平
小早川 興平（こばやかわ おきひら）は、戦国時代の武将。安芸の国人領主、沼田小早川氏の当主。
永正2年（1505年）、小早川扶平の長男として生まれる。幼名は小法師丸。永正5年（1508年）に父が死去したため、家督を継いで当主となる。しかし幼少のため、大内義興や尼子経久らから家督相続に対しての介入を受けた。父は大内氏と敵対する細川政元と親しかったため、大内氏とは敵対的な行動をとることが少なくなかった。このため、扶平が死去して幼少の小法師丸が継いだことを契機として、義興らは沼田小早川氏の家督を大内氏と懇意な間柄であった竹原小早川氏の小早川弘平に継がせようとしたのである。しかし、小早川氏の家臣団が大内氏に支配されることを嫌って、弘平を小法師丸の後見人に迎えた上、永正10年（1513年）には、弘平に対して小法師丸の弟・福鶴丸を養子として迎えるなどして、大内氏や尼子氏などの介入を未然に防いだのである。
しかし、やがて大内義興の支配下に属すこととなり、元服の際に「興」の1字を賜って興平と名乗った。また、興平自身は若年の上、病弱であったため、政務は家臣団や弘平らによって行なわれた。大永6年（1526年）12月26日に死去。享年22。跡を長男の正平が継いだ。